# I Don’t Like Mondays
«I Don’t Like Mondays» — песня Боба Гелдофа и Джонни Фингерса, написанная в начале 1979 года и включённая в третий студийный альбом группы The Boomtown Rats — The Fine Art of Surfacing; тем же летом она была выпущена синглом. Этот сингл поднялся в июле 1979 года на первое место в UK Singles Chart и продержался на вершине чарта 4 недели.

## История создания
Песня «I Don’t Like Mondays» была написана Бобом Гелдофом под впечатлением от трагедии в Сан-Диего, Калифорния, где в понедельник, 29 января 1979 года, 16-летняя Бренда Энн Спенсер открыла стрельбу из окна своего дома из автоматической винтовки, незадолго до этого ей подаренной, по детям, направлявшимся в школу. Она убила двоих взрослых (вахтёра и завуча, пытавшихся спасти детей) и ранила 9 учеников.
Полиция окружила дом Спенсеров и в течение семи часов ждала, пока девушка выйдет. В течение этого времени та ответила по телефону на звонок репортера и сказала буквально следующее:

Я просто начала стрелять, вот и всё. Я сделала это просто так, смеха ради. Просто я не люблю понедельники. А так — хоть какое-то развлечение. Никто не любит понедельники. Оригинальный текст (англ.)I just started shooting, that’s it. I just did it for the fun of it. I just don’t like Mondays. I just did it because it’s a way to cheer the day up. Nobody likes Mondays.
В это время участники группы были на интервью на радиостанции в Атланте, Джорджия, во время своих первых гастролей по США. Перед Гелдофом стоял телекс, по которому поступали тревожные новостные сводки из Сан-Диего. Подробности преступления и мотивация малолетней преступницы произвели большое впечатление на музыкантов. Гелдоф потом вспоминал в интервью 1979 года: «Это был такой бессмысленный поступок! Это был совершенно бессмысленный поступок, и это была совершенно бессмысленная причина для его совершения. Так что, возможно, я написал идеальную бессмысленную песню, чтобы проиллюстрировать это. Это не было попыткой извлечь выгоду из трагедии». На обратной дороге в гостиницу вокалист много думал о произошедшем и произнёс в адрес Спенсер: «Кремниевый чип в её голове переключился на перегрузку». Фраза понравилась, Гелдоф записал её в блокноте, в итоге она стала первой строкой будущей песни.
Спустя годы лидер The Boomtown Rats сообщил дополнительные подробности об истории создания трека. Во время перелёта над Атлантикой на американское турне фронтмен изучал бортовой журнал, распространявшийся среди пассажиров. Там было интервью с молодым программистом Биллом Гейтсом, в котором тот описывал перспективы развития компьютерной техники. Со слов Гейтса, одной из приоритетных задач в то время было развитие компьютерной памяти, и в случае если в течение ближайших лет IBM удастся интегрировать достаточное количество памяти в устройство, названное «кремниевый чип», то люди будут иметь возможность иметь собственный персональный компьютер. Для начала 1979 года такие откровения звучали на грани фантастики. Гелдоф с трудом мог представить, что в куске кремния можно хранить что-либо, как в человеческом мозге, и размышляя над этим, он вспомнил одну из поэм Уильяма Блейка, в которой была строка о «вселенной внутри песчинки». После скулшутинга в Сан-Диего, возвращаясь из радиостанции в гостиницу и анализируя случившееся, музыкант выстроил ассоциативный ряд, где мозг Бренды по какой-то причине был перегружен и вышел из строя, словно компьютерный чип. На написание песни ушло не более двадцати минут.
Позже в Лос-Анджелесе была записана первая демоверсия. Композиция, первоначально выдержанная в стиле реггей, к тому моменту, когда The Boomtown Rats впервые исполнили её на концерте в Лох-Ломонде, Шотландия, полностью изменилась, превратившись в иронично-глянцевую поп-балладу. Чтобы подчеркнуть «особенность» звучания этой песни, группа специально пригласила для работы над ней поп-продюсера Фила Вайнмана, до этого известного по сотрудничеству с Sweet и The Bay City Rollers (все остальные треки трёх первых альбомов записывались с «Маттом» Лангом).

## Отзывы критиков
На момент выхода сингла, когда события, лёгшие в основу текста песни были ещё свежи в памяти, американская пресса сдержано отреагировала на него. Журнал Cashbox сообщил, что британский хит достоин прослушивания, Record World ёмко охарактеризовал её, как «трогающую до слёз AOR-балладу», Billboard предпочёл не публиковать рецензию вовсе. Мнения британских специалистов разделились полярно. Еженедельник Record Business высоко оценил влияние Фила Вайнмана на звучание группы, а «I Don’t Like Mondays» назвал самой зрелой работой ирландского сикстета. Пол Морли из New Musical Express в своей заметке от 7 июля 1979 года, предварявшей релиз, сразу назвал новую работу ирландской формации — шедевром, одной из лучших поп-песен десятилетия. Он отметил, что вызывающий острые споры сюжет смог избежать тривиализации темы и производил впечатление мощного, проникновенного документального фильма, с тяжёлой атмосферой, бунтарской идеей, изумительным вокалом Гелдофа и захватывающими дух аранжировками. Рецензию Морли завершил словами: «Эта запись поднимает группу на уровень самых великих. Трек номер один на следующие недели, недели и недели. Вне всякого сомнения». Иэн Бирч из Melody Maker тоже не скупился на похвалы. По его оценке песня прекрасно иллюстрировала взросление ансамбля и являлась ещё одной ступенькой на его пути к «мировому господству». Она «моментально привлекала внимание, передавая отличительные черты Спрингстин и Stones с поп-проницательностью». Колумнист видел The Rats в авангарде ударных сил музыкальной сцены приближающихся восьмидесятых, благодаря их способности к находчивому синтезу проверенных временем компонентов с новыми музыкальными формами. Рэд Старр из британского издания Smash Hits в выпуске от 26 июля 1979 года напротив оставил едкий комментарий о сингле, который к тому моменту уже занял вершину национального хит-парада. Журналист осознавал, что составляя негативный отклик о столь громком хите, он пребывал в абсолютном меньшинстве, но с его точки зрения произведение являлось всего лишь калькой творчества Элтона Джона и Дэвида Боуи, а сама группа — пустышкой.
В ретроспективном обзоре обозреватель AllMusic оценил работу Фингерса и Гелдофа, отметив что в пении последнего чувствуется неподдельная страсть, которая тянет за собой размашистую мелодию, делая её самой известной из мелодий The Boomtown Rats. Колин Ларкин назвал «I Don’t Like Mondays» одним из самых драматичных моментов в истории поп-музыки за долгие годы и наивысшим достижением музыкального коллектива.

## Списки композиций
| №  | Название               | Длительность |
| -- | ---------------------- | ------------ |
| 1. | «I Don’t Like Mondays» | 3:47         |

| №  | Название            | Длительность |
| -- | ------------------- | ------------ |
| 1. | «It’s All the Rage» | 2:42         |

## Участники записи
The Boomtown Rats:
- Боб Гелдоф — вокал, саксофон
- Джерри Котт[англ.] — гитара
- Гарри Робертс[англ.] — гитара, вокал
- Джонни Фингерс[англ.] — клавишные
- Пит Брикетт[англ.] — бас-гитара, вокал
- Саймон Кроу[англ.] — ударные, вокал

## Достижения и награды
Сингл возглавил хит-парады 32 стран мира, не имела успеха лишь в США. Родители Бренды Спенсер пытались через суд добиться того, чтобы песня была запрещена в стране, но проиграли дело. Тем не менее, многие радиостанции ввели на сингл негласный запрет, опасаясь, что по стране может прокатиться волна подобных убийств.
В Великобритании «I Don’t Like Mondays» получила в 1979 году престижную премию Айвора Новелло в двух номинациях: «Лучшая поп-песня» и «Выдающийся британский песенный текст».
Наиболее известны кавер-версии песни The Boomtown Rats представленные на двухдисковом издании альбома These Days группы Bon Jovi и Strange Little Girls Тори Эймос.

## Позиции в хит-парадах
| Хит-парад (1979—1980)              | Высшая позиция |
| ---------------------------------- | -------------- |
| Австралия (ARIA)                   | 1              |
| Австрия (Ö3 Austria Top 40)        | 10             |
| Бельгия/Фландрия (Ultratop 50)     | 3              |
| Великобритания (OCC UK Singles)    | 1              |
| Ирландия (IRMA)                    | 1              |
| Испания (AFYVE)                    | 7              |
| Канада (RPM Top Singles)           | 4              |
| Нидерланды (Dutch Top 40)          | 2              |
| Нидерланды (Single Top 100)        | 2              |
| Новая Зеландия (Recorded Music NZ) | 3              |
| Норвегия (VG-lista)                | 3              |
| США (Billboard Hot 100)            | 73             |
| США (Cash Box Top 100)             | 84             |
| Швеция (Sverigetopplistan)         | 2              |
| Швейцария (Schweizer Hitparade)    | 6              |
| ФРГ (GfK)                          | 6              |
| ЮАР (Springbok Radio)              | 1              |

| Хит-парад (1979)                   | Позиция |
| ---------------------------------- | ------- |
| Австралия (ARIA)                   | 6       |
| Бельгия (Ultratop Flanders)        | 31      |
| Великобритания (Gallup Poll)       | 4       |
| Канада (RPM Year-End)              | 117     |
| Нидерланды (Dutch Top 40)          | 26      |
| Нидерланды (Single Top 100)        | 38      |
| Новая Зеландия (Recorded Music NZ) | 25      |
| ФРГ (Official German Charts)       | 48      |
| ЮАР (Springbok Radio)              | 11      |
| Хит-парад (1980)                   | Позиция |
| Канада (RPM Year-End)              | 55      |

| Внешние видеофайлы | Внешние видеофайлы                                        |
| ------------------ | --------------------------------------------------------- |
|                    | Исполнение песни 13 июля 1985 года на фестивале Live Aid. |

## Комментарии
1. ↑  Существуют другие версии её высказывания («…Because mondays are always so boring» и др.)